# Staurotheek

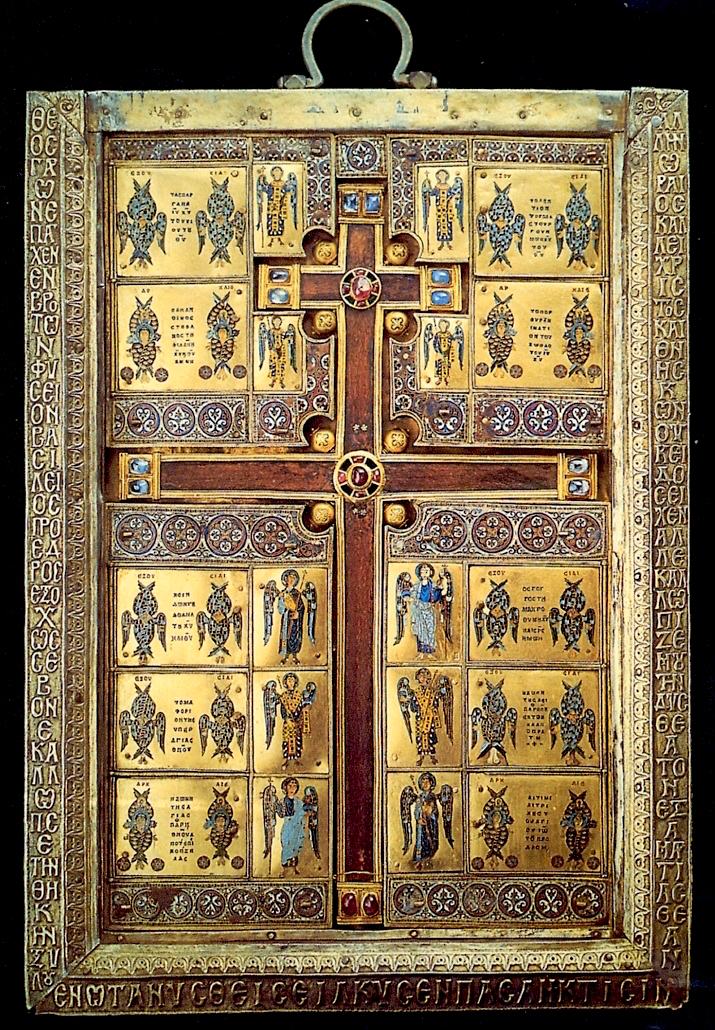
De staurotheek van Limburg an der Lahn (Byzantijns, ca. 960) in het Bisschoppelijk Museum

Een staurotheek (van Grieks: σταυρός (staurós) „kruishout“ en θήκη (théke) „houder, bewaarplaats“) of kruisreliekhouder is een reliekhouder die relikwieën van het Heilig Kruis bevat. Veel staurotheken zijn kostbare kunstwerken en bevinden zich in kerkelijke schatkamers of museale collecties.
Centraal in een staurotheek bevinden zich de relieken van het kruis waaraan Jezus stierf. Meestal – maar niet altijd – zijn de partikels hout zichtbaar gelaten. Aangezien het om de belangrijkste christelijke relieken gaat (de kruisdood van Jezus wordt gezien als de redding van de mens van de zonde), is een kruisreliekhouder vrijwel altijd vervaardigd van de edelste metalen (goud of zilver), meestal versierd met edelstenen, gemmen, cameeën, geslepen bergkristallen, emaille, niëllo, filigraanwerk en andere kostbare materialen en technieken.

## Geschiedenis
De eerste staurotheken ontstonden in Constantinopel (tegenwoordig Istanboel). De vele relikwieën van het Heilig Kruis die zich daar bevonden, zouden na de Heilig Kruisvinding door Helena van Constantinopel vanuit Jeruzalem daar naar toe zijn overgebracht. Er ontstonden twee types kruisreliekhouders: tabletvormige en kruisvormige. Uit de regeringsperiode van keizer Constantijn VII Porphyrogennetos (905-959) is een ceremonieboek overgeleverd, waarin vermeld wordt dat in de keizerlijke schatkamer drie kruisrelieken werden bewaard. Het is niet bekend welke vorm deze hadden. Ze werden vooral tijdens de vastentijd en op de kruisdagen vereerd, waarbij ze eerst werden gebalsemd en vervolgens een rondreis maakten langs enkele kerken in Constantinopel. Van de beroemde staurotheek van Limburg an der Lahn, eeuwenlang bewaard in het vrouwenstift Stuben aan de Moezel, is bekend dat deze tot stand kwam tijdens de korte regeringsperiode van keizer Romanos II (959-963).
Na de plundering van Constantinopel (1204) tijdens de Vierde Kruistocht verdwenen veel kostbare staurotheken naar West-Europa, waar ze terechtkwamen in kerkschatten van kloosterkerken, kapittelkerken en kathedralen. Ook kwamen in deze tijd nieuwe staurotheken tot stand, naar Byzantijns voorbeeld. Door de opheffing van kloosters en kapittels tijdens de Reformatie en in de Franse Tijd gingen veel reliekhouders verloren. Van wat overbleef werd in de 19e eeuw een deel opgekocht door kunsthandelaren en kwam uiteindelijk in museumverzamelingen terecht.

## Tabletvormige staurotheken
Voorbeelden van tabletvormige staurotheken zijn te vinden in de Schatkamer van de Sint-Servaasbasiliek in Maastricht, in de Onze-Lieve-Vrouwebasiliek in Tongeren, in de Sint-Lutwinuskerk in Mettlach, in het Louvre te Parijs, in de Verkondigingskathedraal in Moskou en in het Cleveland Museum of Art in Cleveland (Ohio). Een variatie op de tabletvormige staurotheek is het reliekentriptiek. Voorbeelden zijn de 12e-eeuwse Sainte-Croix-triptiek, voorheen in de kerkschat van de Heilig Kruiskerk in Luik, tegenwoordig in het museum Grand Curtius in diezelfde stad, en het Stavelot-triptiek, oorspronkelijk in de Abdijkerk van Stavelot, tegenwoordig onderdeel van de kunstverzameling John Pierpont Morgan in New York.

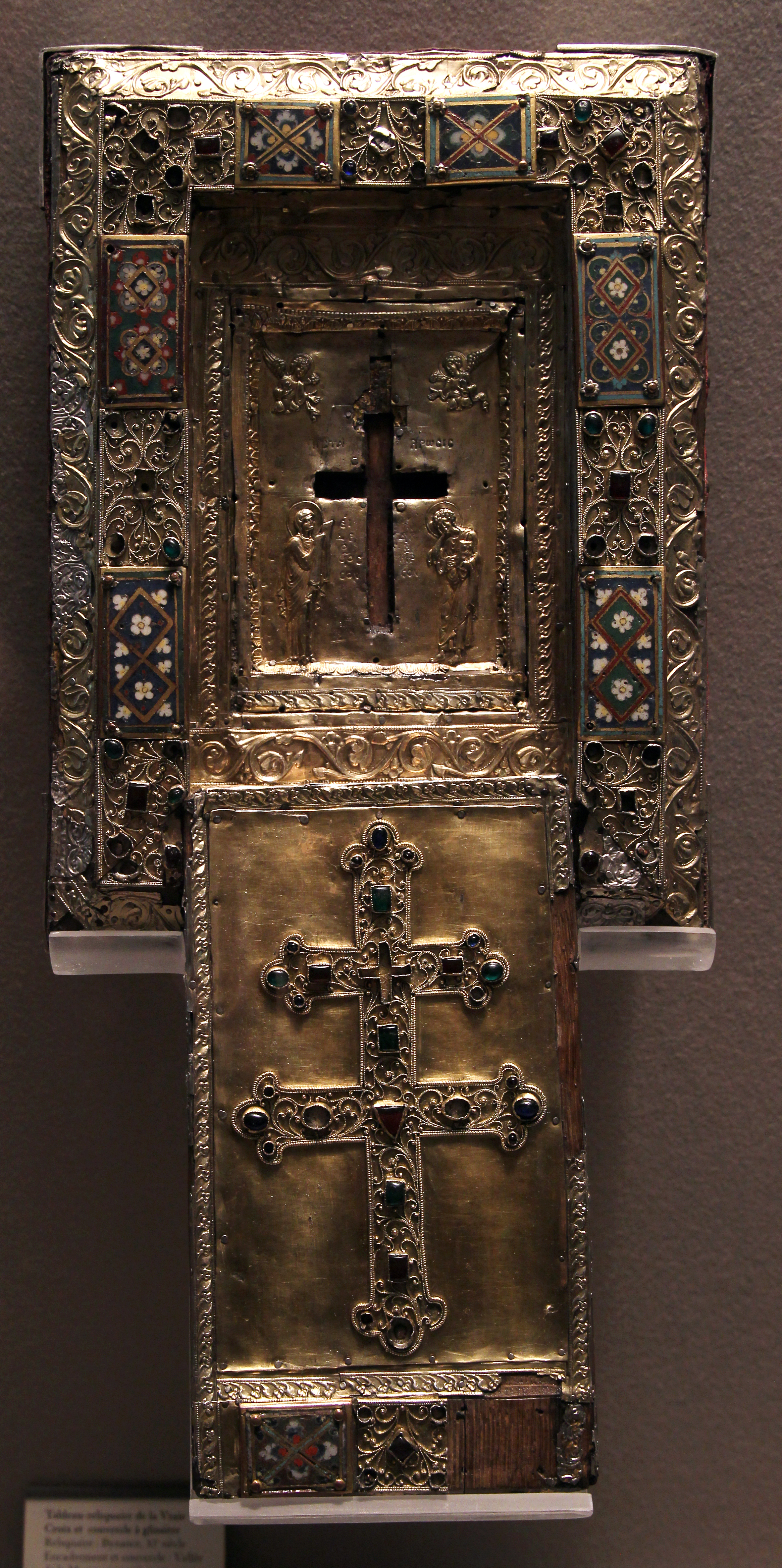
Louvre, Parijs
Cleveland Museum of Art
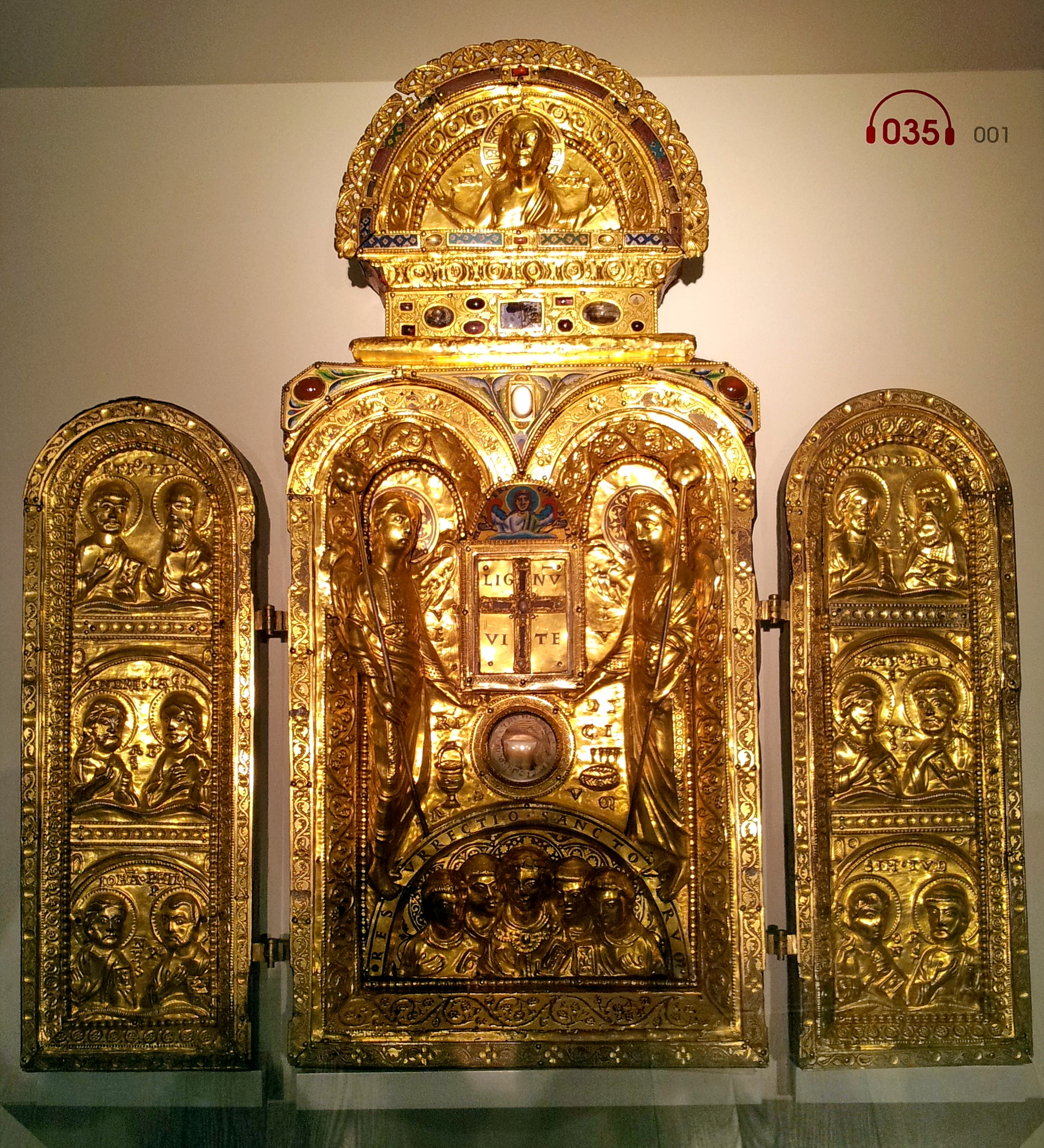
Grand Curtius, Luik
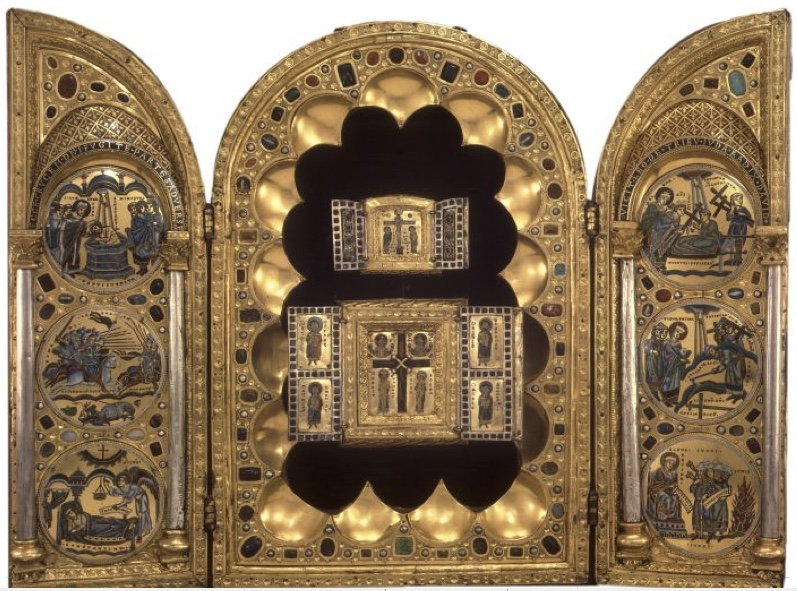
Stavelot-triptiek, New York

## Kruisvormige staurotheken
In de Byzantijnse kunst hadden kruisvormige staurotheken vrijwel altijd de vorm van een patriarchaal kruis (met twee dwarsbalken). Een voorbeeld is het Byzantijns patriarchaalkruis, dat zes eeuwen lang bewaard werd in de Onze-Lieve-Vrouwekerk in Maastricht en zich sinds 1838 in de Sint-Pietersbasiliek in Rome bevindt. Omstreeks 1490 liet het rivaliserende Sint-Servaaskapittel een soortgelijk patriarchaalkruis maken, gevuld met 32 stukjes kruishout. In diezelfde Sint-Servaaskerk bevond zich al sinds de 11e eeuw een ander reliekenkruis, het zogenaamde borstkruis van Sint-Servaas, dat de vorm heeft van een Latijns kruis. Deze vorm werd na 1200 de gebruikelijke. Soms werden kruisvormige kruisreliekhouders gebruikt als processiekruis. Niet alle processiekruisen waren echter reliekenkruisen. Zie bijvoorbeeld de verschillende voorbeelden in de Essener Domschat.

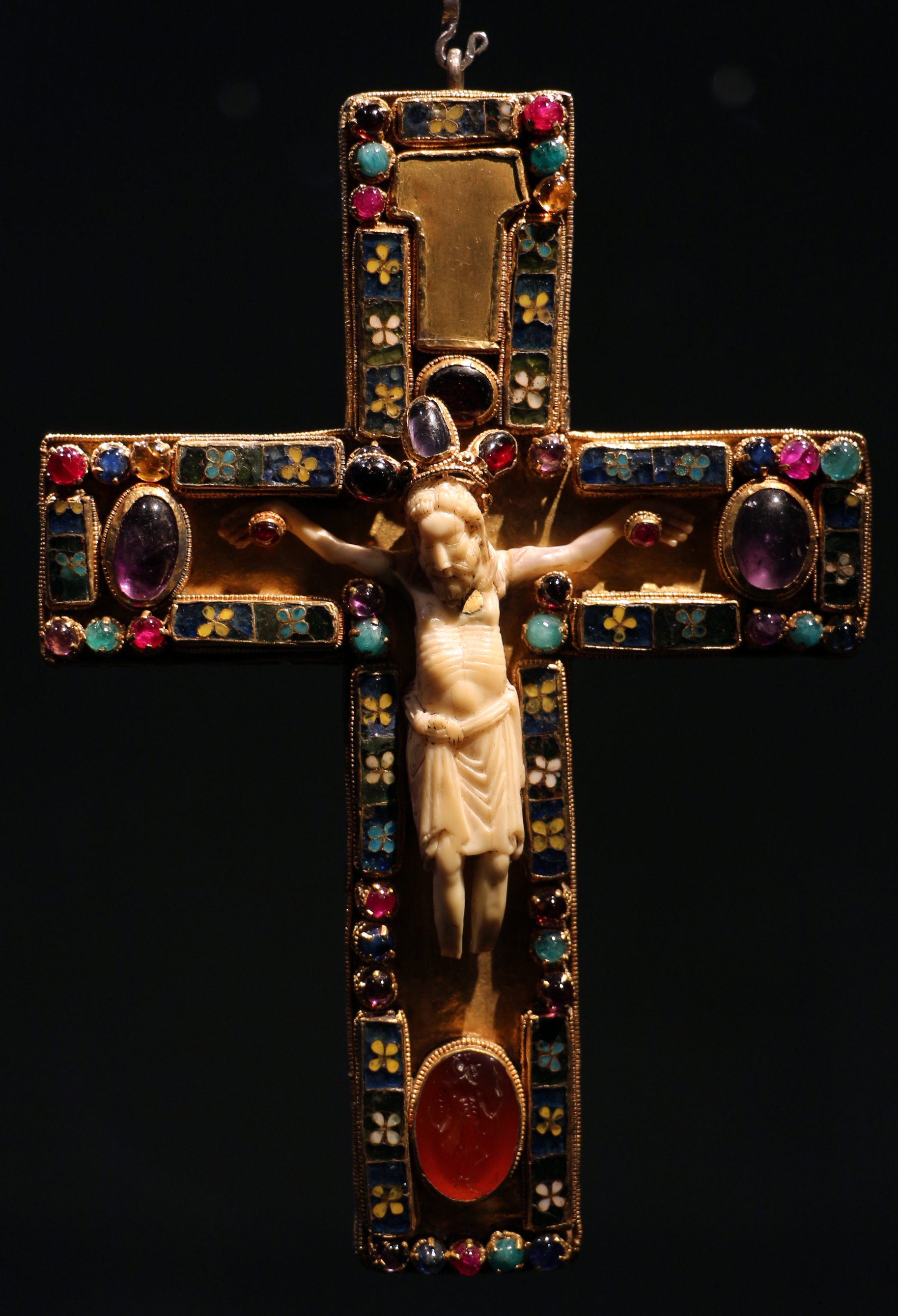
Schatkamer Sint-Servaasbasiliek
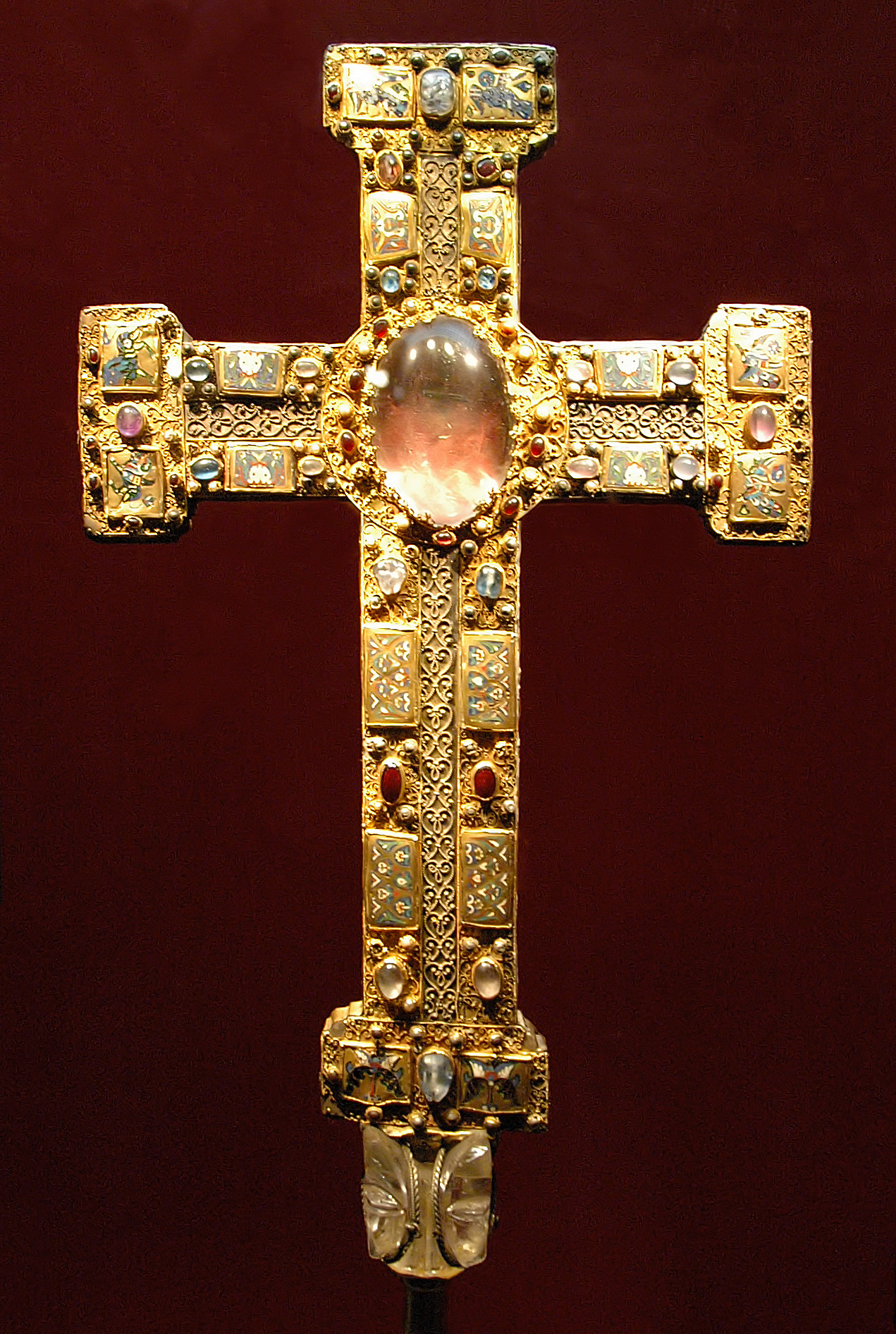
Domschatkamer Essen
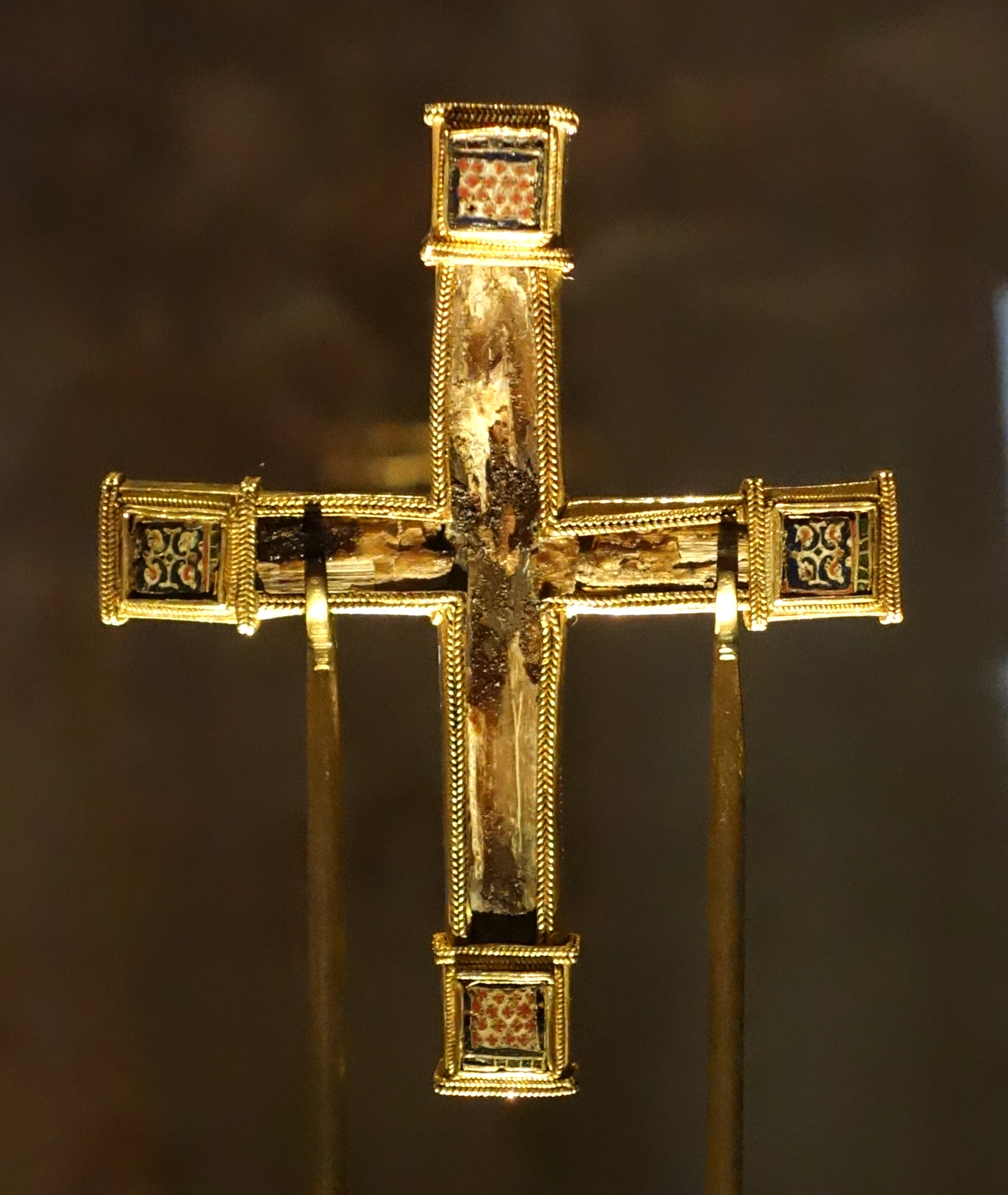
Bisschoppelijk Museum, Genua
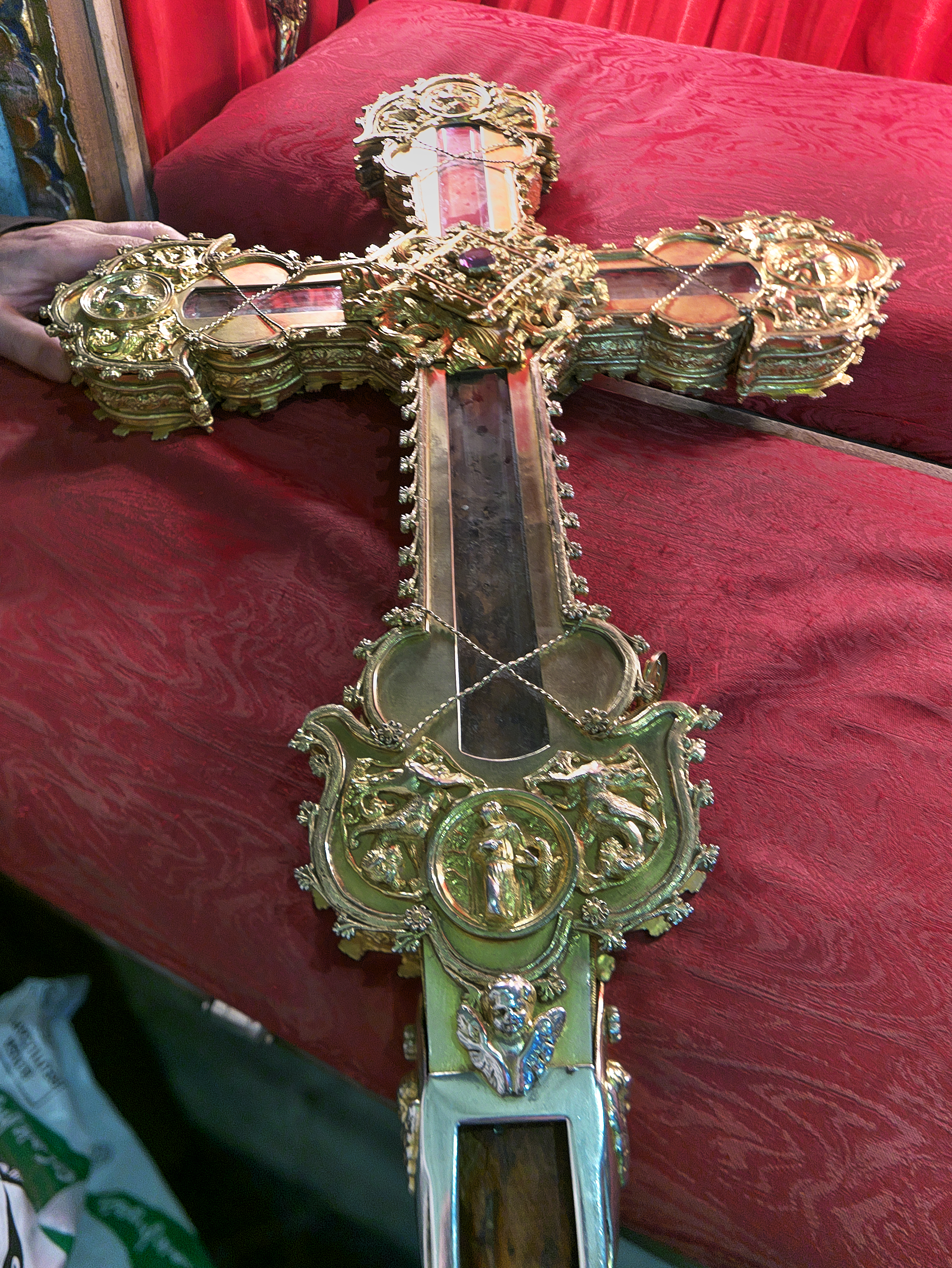
Klooster van Santo Toribio de Liébana